# (6297) 1988 VZ1
(6297) 1988 VZ1 es un asteroide perteneciente al cinturón de asteroides, región del sistema solar que se encuentra entre las órbitas de Marte y Júpiter, más concretamente a la familia de Temis, descubierto el 2 de noviembre de 1988 por Seiji Ueda y el astrónomo Hiroshi Kaneda desde el Kushiro Marsh Observatory, Hokkaido, Japón.

## Designación y nombre
Designado provisionalmente como 1988 VZ1. 

## Características orbitales
1988 VZ1 está situado a una distancia media del Sol de 3,159 ua, pudiendo alejarse hasta 3,551 ua y acercarse hasta 2,766 ua. Su excentricidad es 0,124 y la inclinación orbital 0,257 grados. Emplea 2050,89 días en completar una órbita alrededor del Sol.

## Características físicas
La magnitud absoluta de 1988 VZ1 es 12,5. Tiene 16,325 km de diámetro y su albedo se estima en 0,08. 